# カーター・バセット・ハリソン
カーター・バセット・ハリソン（Carter Bassett Harrison, 1756年 - 1808年4月18日）は、アメリカ合衆国の政治家。

## 生涯
1756年、ハリソンはバージニア植民地チャールズシティ郡のバークレイ農園において、ベンジャミン・ハリソンとエリザベス・バセットの次男として生まれた。ハリソンはウィリアム・アンド・メアリー大学で学んだ後、1784年から1786年までバージニア州下院議員を務めた。1792年に合衆国下院議員に選出され、1793年から1799年まで合衆国下院議員を2期連続で務めた。1805年から1808年までバージニア州下院議員を務めた。
1808年、ハリソンはバージニア州プリンスジョージ郡で死去した。